# 丹水县
丹水县古县名，因位于丹水与和淇河汇流处，故名。据《河南第六行政区疆域沿革考稿》记载，丹水县的故治在河南省淅川县寺湾乡故城村（今名史家料村），又据《淅川县志》记载故址位于大石桥乡柳家泉附近。

## 历史
- 尧舜时，丹水县为丹朱的封地，范汪《荆州记》：丹水县，尧子朱所封，亦曰丹朱城 。
- 春秋时期，丹水县为古鄀国的商密地。班固说：丹水县有密阳乡，即故商密也。
- 秦代置丹水县，属南阳郡。秦二世二年（前208年），刘邦破宛，引兵西至丹水。
- 西汉亦为丹水县，属弘农郡。
- 东汉属南阳郡。三国魏时，属于南乡郡。
- 西晋属顺阳郡。东晋因之。建元初（343年），庾翼欲经略中原，平灭后赵，上表任命桓宣为梁州刺史，前取丹水，被后赵的将领李罴打败。
- 刘宋、南齐时皆属顺阳郡。
- 北魏时，丹水县城迁至今大石桥乡张湾村，属顺阳郡。南梁析丹水县置左南乡郡。西魏置丹川郡于此。
- 北周时期，丹川郡废，丹水县属南乡郡。
- 隋代时期，县属析州，析州后改为淅阳郡。
- 唐代武德元年（618年）初县废，并入内乡县。